# Якшич, Джура
Георгий «Джу́ра» Я́кшич (серб. Георгије „Ђура“ Јакшић, хорв. Georgije „Đura“ Jakšić; 27 июля 1832 — 16 ноября 1878) — сербский поэт, прозаик, художник, драматург, член сербской богемы, патриот. Ярчайший представитель романтизма в сербской живописи.

## Биография
Родился в воеводинской деревне Српска-Црня (сейчас там находится его дом-музей) в семье сельского священника. Получил раннее образование в Тимишоаре и Сегеде. Некоторое время учился в частной художественной школе Марастони в Будапеште. Прервал обучение в связи с революцией 1848 года, но так его и не завершил. Принимал активное участие в революции, даже был ранен под Србобраном. После революции вернулся в Сербию. Некоторое время жил в Великом Бечкереке (сейчас — город Зренянин), где учился живописи у Константина Данила.
В 1851 г. выехал в Вену. Здесь продолжил обучение живописи и познакомился с поэтом Бранко Радичивичем и переводчиком Джуро Даничичем.
В 1853 г. поехал в Мюнхен, где также учился в Академии искусств.
Учился также в Академии искусств в Вене на протяжении 1861-1862 годов. Потом окончательно переселился в Сербию. С 1872 г. работал корректором государственной типографии в Берлине. В 1878 году принял участие в восстании против османов в Боснии и Герцеговине. Был бедным, но вел богемный образ жизни и злоупотреблял алкоголем. Того же года умер от туберкулеза.
Якшич является одним из ярких представителей сербского романтизма. Его искусство наполнено страстью, эмоциями, любовью к Родине. Стихи, несущие идеи стремления к свободе, протеста против тирании перемежаются с любовной лирикой и романтическим пафосом.

## Творчество

### Живопись
В 1854 году. написал картину «Жертва Авраама». Также автор сюжетных композиций «Косово», «Черногорское восстание» и «На страже» (другие названия — «Ночной дозор», «Отдых после боя», «Дозор»). В «Черногорском восстании» отражён один из наиболее драматичных моментов восстания. Небольшая группа повстанцев, среди которых женщины, подростки и старый, собрались на вершине горы, пытаясь отбить нападавших.

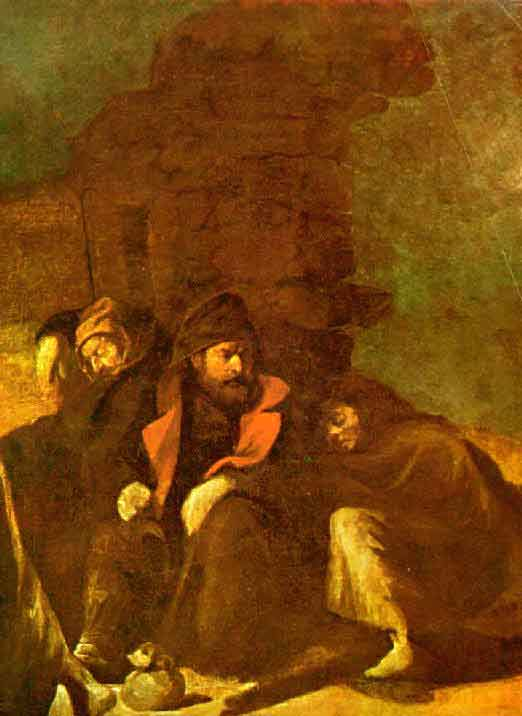
Nocna straza (Ночная стража)

Также среди его исторических полотен — «Убийство Карагеоргия» и ряд картин на религиозную тематику. Но наибольшую известность Якшичу принесли портреты известных сербских исторических персонажей: царя Душана, принца Марко, князя Лазаря, князя Милана Обреновича и тому подобные. Написал также несколько женских портретов. На портрете «Девушка в голубом», изображена дочь трактирщика из Кикинди Мила Попович, в которую художник был влюблен.

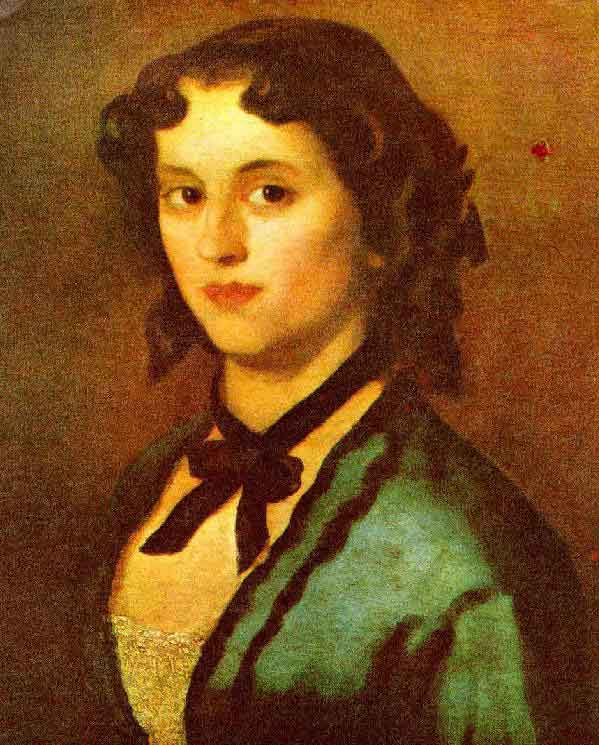
Devojka u plavom (Девушка в голубом)

В жизни Якшича также важное место занимала преподавательская деятельность Как писал сербский критик Йован Скерлич: «каждое из его занятий было связано со всеми другими профессиями, будь то лирика или драматические пьесы, эскизные рисунки или живопись на холсте в виде замечательных портретов. Это типично для него … что кроме живописи и литературы он умел ещё и сочинять музыку к своим стихам».

## Память

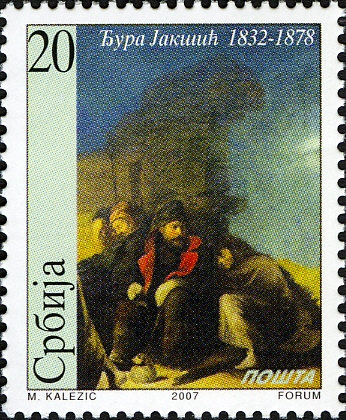
175 лет со дня рождения Джуры Якшича, Почта Сербии, 2007

В 1980 году в деревне Српска-Црня, в доме где родился Джура Якшич был открыт музей, посвященный поэту и художнику. Многие школы и колледжи в Сербии и странах бывшей Югославии названы в его честь.
В 2007 году Почта Сербии выпустила почтовую марку, посвящëнную к 175-летию со дня рождения Джуры Якшича.